# جون كول (عازف جاز)
جون كول (بالإنجليزية: June Cole)‏ هو عازف جاز أمريكي، ولد في 1903 في سبرينغفيلد في الولايات المتحدة، وتوفي في 10 أكتوبر 1960.

## وصلات خارجية
- جون كول على موقع ميوزك برينز (الإنجليزية)
- جون كول على موقع أول ميوزيك (الإنجليزية)
- جون كول على موقع ديسكوغز (الإنجليزية)